# Francisco Adolfo de Varnhagen
Francisco Adolfo de Varnhagen, Vizconde de Porto Seguro GCNSC (São João de Ipanema, 17 de febrero de 1816 — Viena, 26 de junio de 1878) fue un militar, diplomático e historiador brasileño. La 39.º silla de la Academia Brasileña de Letras lleva su nombre.

## Trayectoria
Hijo de la portuguesa Maria Flávia de Sá Magalhães y de Friedrich Ludwig Wilhelm Varnhagen, un ingeniero alemán contratado por la Corona para construir los Altos Hornos de la Real Fábrica de Hierro de Ipanema, en la región de Sorocaba, en la entonces Capitanía de São Paulo, estudió en el Real Colégio Militar da Luz, en Lisboa, e inició la carrera militar en la época de las Guerras Liberales, como voluntario en las tropas de D. Pedro IV de Portugal que luchaban contra D. Miguel I de Portugal.
Escribió Notícia do Brasil, su primer libro, entre 1835 Y 1838. Fue admitido como miembro correspondiente en la Academia de Ciencias de Lisboa. Se formó como ingeniero militar en 1839, en la Real Academia de Fortificación, Artillería y Diseño.
Regresó a Brasil en 1840, ingresando en el Instituto Histórico y Geográfico Brasileño en 1841, ejerciendo el cargo de primer secretario. En 1844 se nacionaliza brasileño, pudiendo de esta forma ser admitido en la carrera diplomática. Se desempeñó en Lisboa y en Madrid, obteniendo reconocimiento como historiador con la publicación de História Geral do Brasil en dos volúmenes (1854-1857). Fue enviado a Paraguay (1858), y también a Venezuela, Nueva Granada (actual Colombia), Ecuador, Chile, Perú y Países Bajos.
En 1864 se casó con la dama chilena Doña Carmen Ovalle y Vicuña, perteneciente a distinguidas y aristocráticas familias de su país. Aprovechó su contacto con el exterior para recolectar documentos sobre el Brasil en bibliotecas y archivos. Recibió en 1872 el título de Barón de Porto Seguro, siendo elevado a vizconde dos años más tarde. Terminó su carrera como representante diplomático en Viena, Austria, donde falleció en 1878, a los 62 años. Fue sepultado en Santiago de Chile.

## Obra
- Notícia do Brasil (1835–1838)
- Épicos Brasileiros (1843)
- Amador Bueno (1847)
- Trovas e Cantares de um Códice do Século XVI (1849)
- Florilégio da Poesia Brasileira (1850)
- História Geral do Brasil (1854–1857)
- Sumé (1855)

## Licencia
- Esta obra contiene una traducción  derivada de «Francisco Adolfo de Varnhagen» de Wikipedia en portugués, publicada por sus editores bajo la Licencia de documentación libre de GNU y la Licencia Creative Commons Atribución-CompartirIgual 4.0 Internacional.